# Хехштет на Дунаву
Хехштет ан дер Донау (њем. Höchstädt an der Donau) град је у њемачкој савезној држави Баварска. Једно је од 27 општинских средишта округа Дилинген ан дер Донау. Према процјени из 2010. у граду је живјело 6.638 становника. Посједује регионалну шифру (AGS) 9773139.

## Географски и демографски подаци
Хехштет ан дер Донау се налази у савезној држави Баварска у округу Дилинген ан дер Донау. Град се налази на надморској висини од 416 метара. Површина општине износи 37,4 km². У самом граду је, према процјени из 2010. године, живјело 6.638 становника. Просјечна густина становништва износи 177 становника/km².